# 植松三十里
植松 三十里（うえまつ みどり、1954年11月23日 - ）は、日本の小説家。女性。本名、植松治代。静岡県静岡市出身。日本ペンクラブ会員。

## 略歴
父親の仕事の都合で小学生の時に埼玉県川口市から静岡市に移住。父親は清水市にある造船所に歯車を納める工場を経営していた。静岡雙葉高等学校卒業。
1977年、東京女子大学文理学部史学科卒業後、婦人画報社（現ハースト婦人画報社）に入社する。夫の仕事の都合で7年間アメリカに移住した後、建築都市デザイン事務局勤務などを経てフリーライターとなる。夫の転勤で42歳で札幌から吉祥寺に転居後、1996年、カルチャーセンターで時代小説の書き方を早乙女貢・清原康正に師事しながら、小説新人賞に応募を続ける。
2003年『桑港にて』で第27回歴史文学賞を受賞。2005年『三人の妾』で小学館文庫小説賞優秀作品入選。2009年『群青 日本海軍の礎を築いた男』で第28回新田次郎文学賞を受賞。同年『彫残二人』で第15回中山義秀文学賞受賞。
夫は東京大学名誉教授の植松光夫。

## 受賞歴
- 2002年 第9回九州さが大衆文学賞佳作（『まれびと奇談』）
- 2003年 第27回歴史文学賞（『桑港にて』）
- 2005年 第6回小学館文庫小説賞優秀作品（『三人の妾』）
- 2009年 第28回新田次郎文学賞（『群青 日本海軍の礎を築いた男』）
- 2009年 第15回中山義秀文学賞（『彫残二人』）

## 著作
- 2004年3月『桑港にて』（新人物往来社）/2010年4月　改題『咸臨丸、サンフランシスコにて』
- 2005年6月『黍の花ゆれる』（講談社）
- 2006年1月『里見八犬伝』（小学館文庫）
- 2006年6月『千の命』（講談社）/2017年9月 文庫化
- 2006年9月『女たちの江戸開城』（双葉社）/2008年5月　改題『大奥開城 女たちの幕末』
- 2008年2月『天璋院と和宮』（PHP文庫）
- 2008年3月『お龍』（新人物往来社）/2009年9月 文庫化
- 2008年5月『群青 日本海軍の礎を築いた男』（文藝春秋）/2010年12月 文庫化
- 2008年9月『彫残二人』（中央公論新社）/2011年3月　改題 『命の版木』中公文庫
- 2009年5月『黒船の影 築地外国方事件始末』（PHP文庫）
- 2009年10月『めのと』（講談社）
- 2009年12月『達成の人 二宮金次郎早春録』（中央公論新社）/2012年1月 文庫化
- 2010年9月『辛夷開花』（文藝春秋）
- 2010年11月『お江の方と春日局』（日本放送出版協会）
- 2010年12月『お江 流浪の姫』（集英社文庫）
- 2011年4月『燃えたぎる石』（角川文庫）
- 2011年6月『半鐘　江戸町奉行所吟味控』（双葉文庫）
- 2011年7月『千姫 おんなの城』（PHP文芸文庫）
- 2011年9月『家康の子』（中央公論新社）/2014年6月 文庫化
- 2011年10月『比翼塚　江戸町奉行所吟味控』（双葉文庫）
- 2011年12月『北の五稜星』（角川書店）
- 2012年6月『大奥延命院醜聞　美僧の寺』（集英社文庫）
- 2012年8月『調印の階段　不屈の外交・重光葵』（PHP研究所）/2015年7月 文庫化
- 2013年1月『大奥秘聞　綱吉おとし胤』（集英社文庫）
- 2013年7月『唐人さんがやって来る』（中央公論新社）/2017年5月 改題『千両絵図さわぎ』
- 2013年9月『黒鉄の志士たち』（文藝春秋）
- 2013年12月『おばさん四十八歳　小説家になりました』（東京堂出版）
- 2014年5月『時代を生きた女たち』（新人物文庫）
- 2014年8月『リタとマッサン』（集英社文庫）モデル：竹鶴政孝
- 2014年9月『大正の后』（PHP研究所）/2018年9月 文庫化
- 2015年4月『志士の峠』（中央公論新社）/2018年1月 文庫化　モデル：天誅組
- 2015年8月『繭と絆　富岡製糸場ものがたり』（文藝春秋）/2019年3月 文庫化
- 2016年4月『不抜の剣』（エイチアンドアイ）
- 2016年6月『愛加那と西郷』（小学館文庫）モデル：[[]]
- 2016年8月『猫と漱石と悪妻』（中公文庫）
- 2017年2月『雪つもりし朝 二・二六の人々』（KADOKAWA）
- 2017年2月『明治なりわいの魁 日本に産業革命をおこした男たち』（ウェッジ）
- 2018年2月『かちがらす 幕末を読みきった男』（小学館）/2020年11月 文庫化　モデル：佐賀藩主・鍋島直正
- 2018年2月『ひとり白虎 会津から長州へ』（集英社文庫）モデル：白虎隊士・飯沼貞吉
- 2018年9月『大和維新』（新潮社）　モデル：今村勤三
- 2019年10月『おたみ海舟 恋仲』(小学館文庫)
- 2019年4月『帝国ホテル建築物語』（PHP研究所）/2023年1月　文庫化
- 2019年5月『会津の義 幕末の藩主松平容保』(集英社文庫)
- 2019年7月『空と湖水 夭折の画家三橋節子』(文藝春秋)
- 2020年1月『梅と水仙』（PHP研究所） モデル：津田梅子 /2024年5月　文庫化
- 2020年3月『レイモンさん 函館ソーセージマイスター』(集英社文庫)
- 2021年8月『万事オーライ 別府温泉を日本一にした男』（PHP研究所）
- 2022年11月『家康を愛した女たち』（集英社）
- 2022年12月『家康の海』（PHP研究所）
- 2023年1月『帝国ホテル建築物語』（PHP文芸文庫）
- 2023年2月『羊子と玲: 鴨居姉弟の光と影』（河出書房新社）
- 2023年11月『富山売薬薩摩組』（エイチアンドアイ）
- 2024年2月『イザベラ・バードと侍ボーイ』（集英社文庫）、モデル：伊藤鶴吉および「日本奥地紀行」
- 2024年5月 「梅と水仙」（PHP文芸文庫）
- 2024年7月 「鹿鳴館の花は散らず」（PHP研究所）
- 2024年12月 「侍たちの沃野（よくや） 大久保利通最後の夢」（集英社文庫）
- 2025年2月 「万事オーライ 別府温泉を日本一にした男」（PHP文芸文庫）